# Sadao Bekku
Sadao Bekku (japonsky 別宮貞雄, Bekku Sadao; 24. května 1922 Tokio, Japonsko – 12. ledna 2012 tamtéž) byl japonský hudební skladatel. Je autorem několika oper. Je také autorem hudby k filmům, mezi které patří například Kaii Utsunomiya tsuritenjô (1956), Shizukanaru otoko (1957), Matango (1963) nebo Kigeki ekimae kaiun (1968).